# Graft
Graft er en amerikansk stumfilm fra 1915 af Richard Stanton og George A. Lessey.

## Medvirkende
- Hobart Henley som Bruce Larnigan.
- Harry Carey som Tom Larnigan.
- Jane Novak som Dorothy Maxwell
- Richard Stanton som Robert Harding.
- Glen White som Stanford Stone.